# Schloss Hagen (Probsteierhagen)

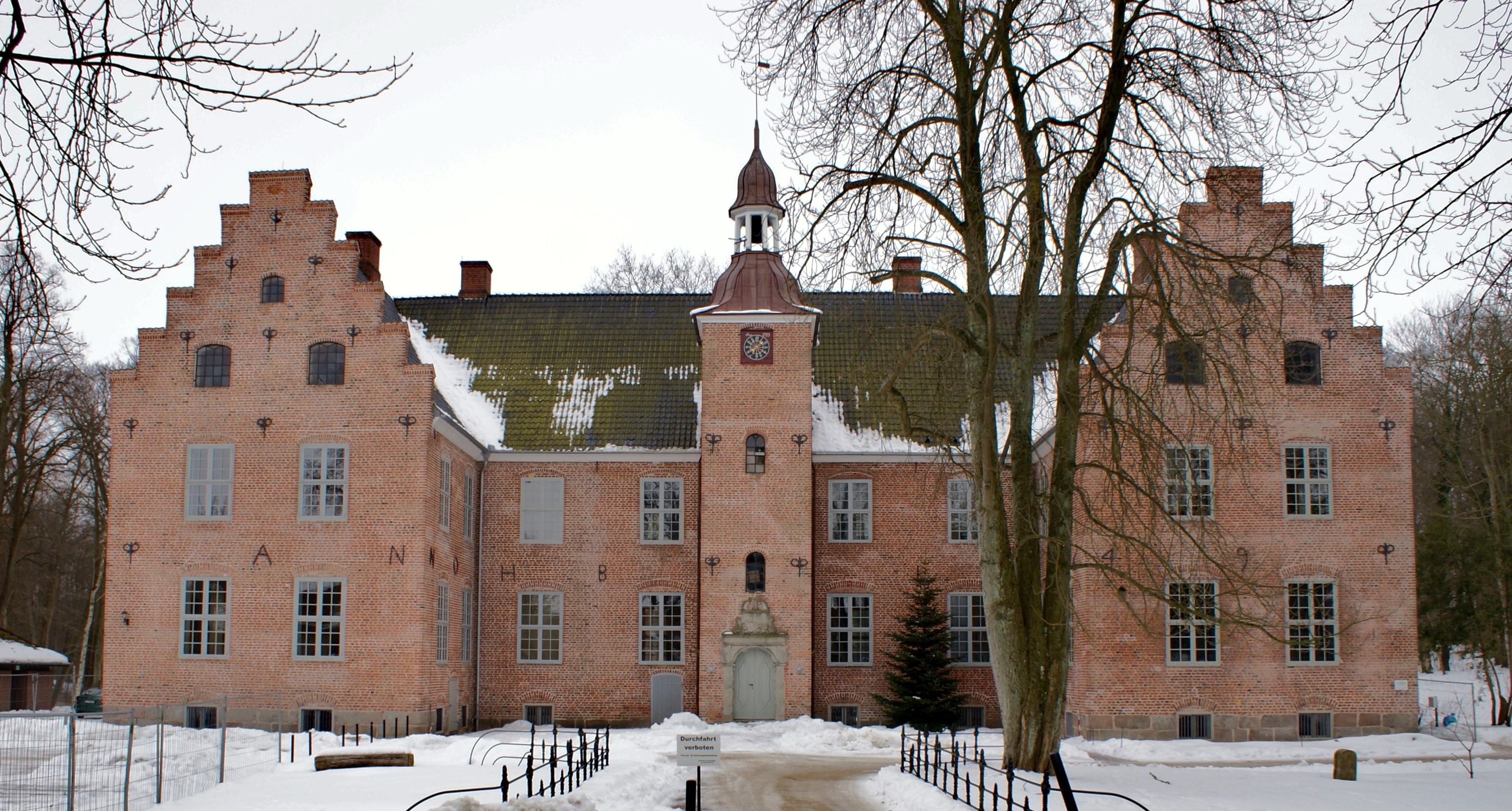
Schloss Hagen, Hofansicht

Das Schloss Hagen in der Gemeinde Probsteierhagen bei Kiel in Schleswig-Holstein ist das Herrenhaus des einstigen gleichnamigen Adligen Guts. Das Gebäude aus dem 17. Jahrhundert beherbergt seit 1969 ein Kultur- und Veranstaltungszentrum. Nachdem es von 2007 bis 2011 umfassend saniert wurde, ist es seit 2011 wieder für Besucher zugänglich.

## Geschichtlicher Überblick
Eine erste Erwähnung Hagens ist 1264 als indago comitis („Hag des Grafen“) im Kieler Stadtbuch belegt. In der Gemarkung des späteren Gutes lag ein Instendorf namens Schrevendorf (s'Grevendorf) und westlich benachbart liegt das Adlige Gut namens Schrevenborn (s'Grevenborn, des Grafen Brunnen). All dies weist darauf hin, dass die Gegend nordöstlich von Kiel einst ein Jagdrevier der Landesherren, der Schauenburger Grafen von Holstein, war, die im Kieler Schloss residierten. Die adlige Gutswirtschaft auf Hagen (wie auch in Schrevendorf) wurde daher erst im 16. Jahrhundert begründet, nachdem 1460 König Christian I. von Dänemark zum neuen Herrscher über das Herzogtum Schleswig und die Grafschaft Holstein gewählt worden war und Kiel 1544 an die Linie Schleswig-Holstein-Gottorf abgetreten wurde, die auf Schloss Gottorf in Schleswig residierte und das Kieler Jagdrevier nicht mehr benötigte.

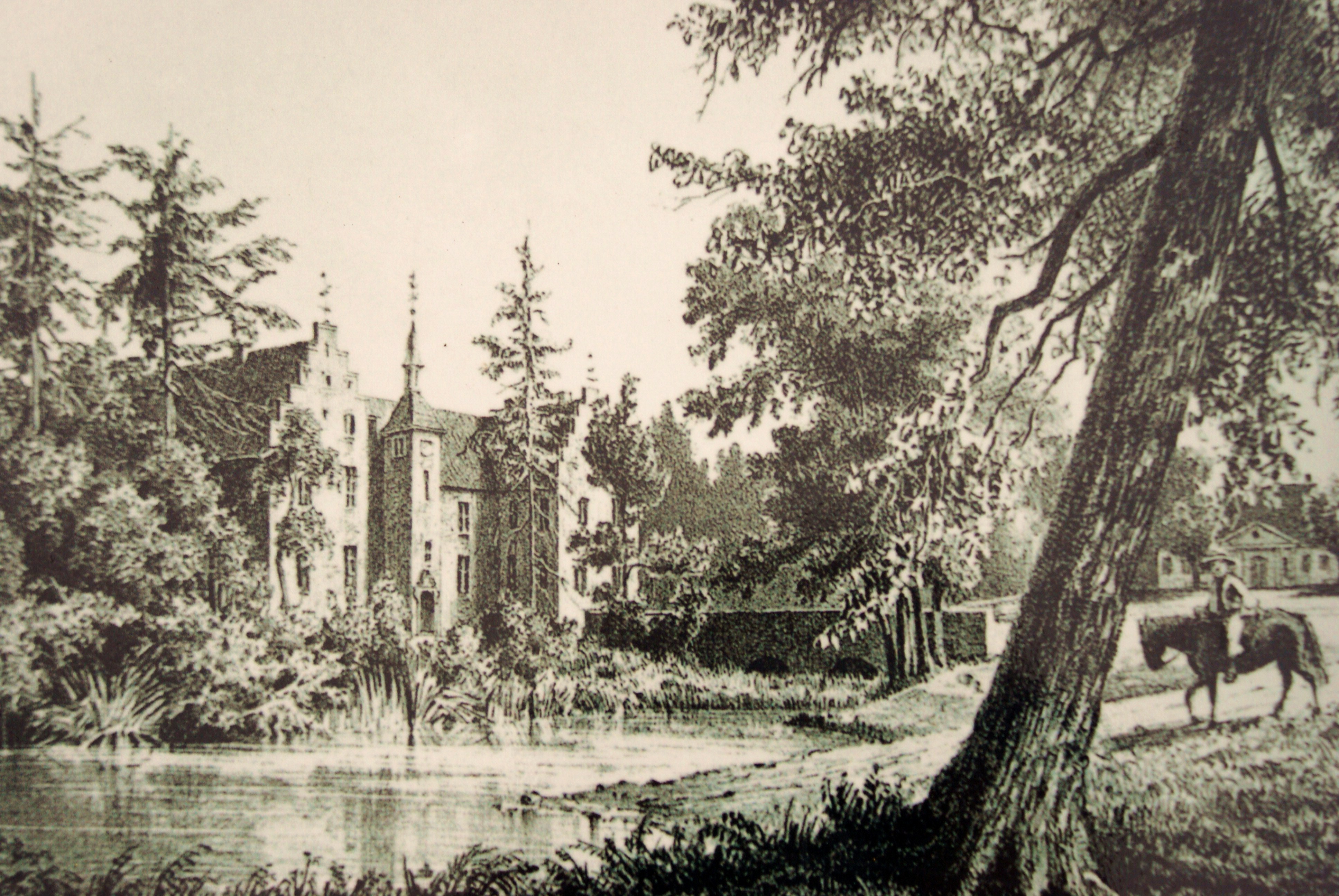
Schloss Hagen im 19. Jahrhundert

1534 fand erstmals eine urkundliche Nennung unter Christoph von Pogwisch statt, dessen Familie für das folgende Jahrhundert auf Hagen und dem nicht weit entfernten Gut Dobersdorf verblieb. Ein erstes, nicht erhaltenes Herrenhaus auf dem Gutsgelände stammte vermutlich aus dieser Zeit. Anlässlich der Hochzeit Lucia von Pogwischs, der letzten Erbin aus der Hagener Pogwisch-Linie, mit Hinrich von Blome im Jahr 1646 wurde das heutige Herrenhaus von 1647 bis 1649 errichtet. Gut Hagen ging so in Blomeschen Besitz über. Beide Familien gehörten zu den Equites Originarii, den ältesten Familien der Schleswig-Holsteinischen Ritterschaft.
Die folgenden Jahrhunderte diente das Herrenhaus als Familiensitz der Hagen-Blomeschen Linie, zu der unter anderem auch Gut Waterneverstorf gehörte, eine bedeutende Rolle in der holsteinischen Landesgeschichte spielte Hagen jedoch nie und selbst größere Besitzerwechsel, die auf anderen Gütern durchaus häufig waren, kamen nicht vor. 1814 gelangte das Gut durch einen Erbschaftsvertrag in die sogenannte Blomesche Familienstiftung, die bis 1932 Bestand hatte. In jenem Jahr wurde das einstmalige Adlige Gut aufgelöst, das Gelände parzelliert und verkauft und das Herrenhaus zum Schulgebäude umfunktioniert. Während des Zweiten Weltkrieges diente es als Lazarett für Marineangehörige, nach Kriegsende zog die Volksschule wieder ein und verblieb bis 1969 im Schloss.
Nach Einstellung des Schulbetriebs wurde das Herrenhaus Hagen, das von der örtlichen Bevölkerung schon seit Generationen als Schloss bezeichnet wird, zum Kulturzentrum umgebaut. Nachdem zu Beginn des 21. Jahrhunderts starker Schwamm- und Schimmelbefall festgestellt wurde, fand von 2007 bis 2010 eine umfangreiche Sanierung des fast 400 Jahre alten Gebäudes statt. Das Schloss blieb in dieser Zeit geschlossen und auch das Nutzungskonzept für die Anlage wurde überarbeitet. Seit 2011 ist Hagen wieder für Besucher geöffnet. Die Räume des Schlosses können für private Veranstaltungen gemietet werden, ebenso finden Konzerte und Lesungen statt, im Obergeschoss wurden zudem Wohnungen und eine Arztpraxis eingerichtet.

## Baulichkeiten

### Das Herrenhaus

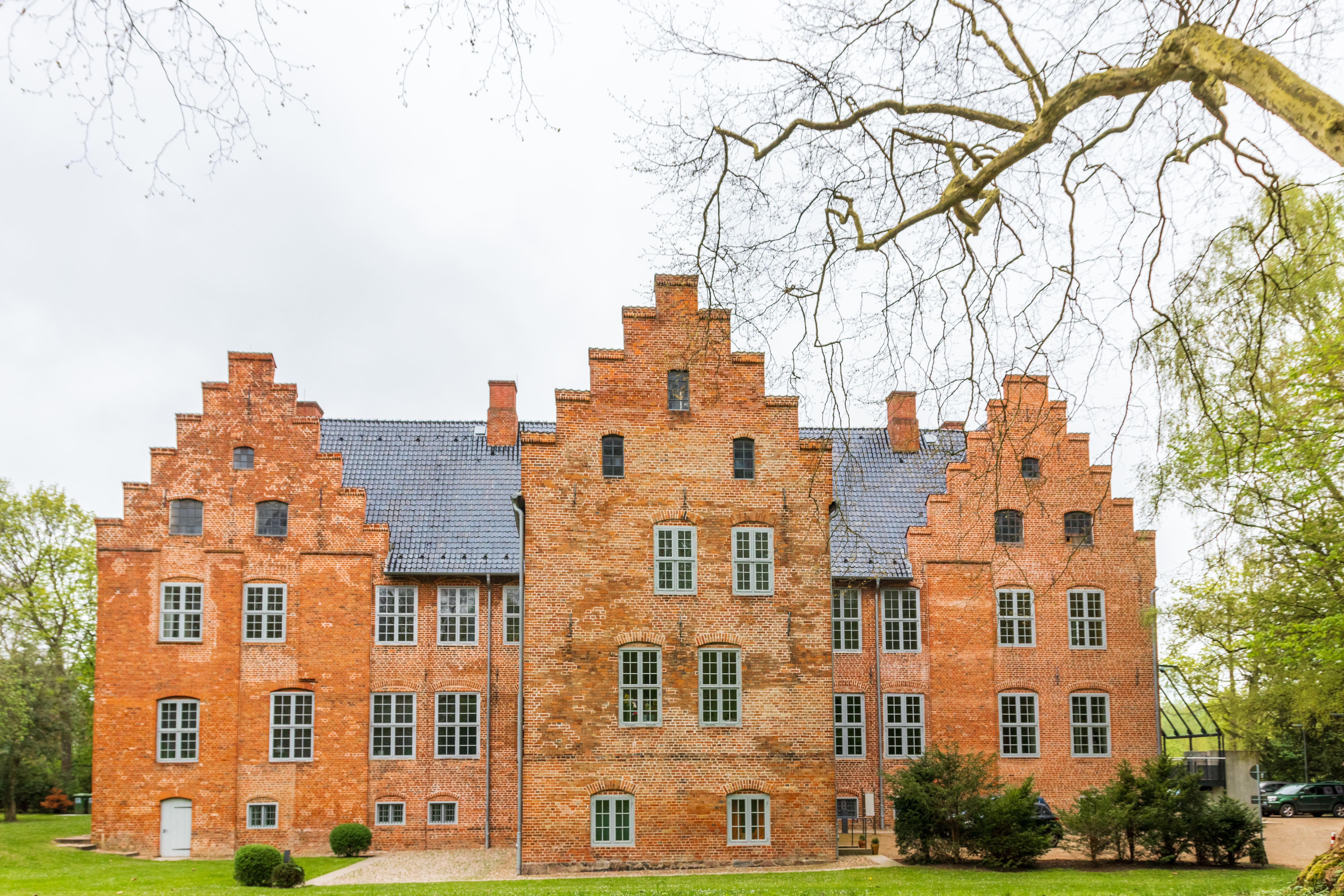
Die rückwärtigen Fassaden mit dem Anbau des 18. Jahrhunderts

Das Herrenhaus Hagen wurde für Hinrich Blome und Lucia Pogwisch von 1647 bis 1649 erbaut, an die Bauherren erinnern eiserne Maueranker am Mittelflügel mit den Buchstaben HBLB sowie die beiden Wappen über dem Turmportal. Das Wappen Blome zeigt einen springenden Hund, das Wappen Pogwisch einen Wolf; beide Wappenfiguren sind – wie bei Allianzwappen üblich – einander zugewandt. Hagen wurde als zweigeschossiges und dreiflügeliges Bauwerk auf einem Kellersockel mit Tonnengewölben errichtet, die Mitte des Ehrenhofs markiert ein schlanker Treppenturm, der zugleich das mit Sandsteindekor betonte Hauptportal enthält und durch ein Schieferdach mit offener Laterne bekrönt wird. Aus der südlich ausgerichteten Gartenfassade ragt ein weiterer Gebäudetrakt heraus, der an das bestehende Herrenhaus in der Mitte des 18. Jahrhunderts angefügt wurde und dem Schloss so einen annähernd Y-förmigen Grundriss verleiht. Auf dieser Seite muss der Hausgraben daher schon zu dieser Zeit zugeschüttet worden sein.
Das Gebäude ist am Übergang der Renaissance zum Barock errichtet worden, eine Phase, die in Holstein erst nach dem Dreißigjährigen Krieg stattfand. Die ursprünglich hufeisenförmige Anlage mit ihrer gleichmäßigen Fensteraufteilung ist bereits barock geprägt, es fehlt jedoch an zeittypischem Schmuck und die strengen Stufengiebel und der mit einer Laterne bekrönte Treppenturm verweisen noch auf frühere Bautraditionen des Herzogtums. Das Herrenhaus war einst von Wassergräben umgeben, wodurch sich der eher wehrhaft anmutende Charakter noch verstärkte. Die Gräben sind heute trockengelegt und hofseitig zugeschüttet, auf der südlichen Seite noch bedingt zu erkennen. Im Gegensatz zum strengen Äußeren des Herrenhauses war die Innenausstattung des symmetrischen aufgeteilten Baus schon deutlicher von der Epoche des Barocks geprägt. Die große Halle mit dem Zugang durch den Turm enthält eine später entstandene Balkendecke und einen Sandsteinkamin, darüber eine Bauinschrift. Die Räume des Schlosses erhielten bis zu Beginn des 18. Jahrhunderts aufwändigen Stuckdekor, Supraporten und Zierkamine, die Ausstattung ist zum Teil bis in die Gegenwart erhalten. Zur Ausstattung gehört das so genannte Pogwisch-Zimmer, dessen barocke Wandfassung aus der Zeit um 1725 einzigartig ist in einem schleswig-holsteinischen Herrenhaus. Im Pogwisch-Zimmer konnten die Wandmalereien mit hoher finanzieller Unterstützung durch Bund und Land von 2009 bis 2011 aufwändig restauriert werden. An den Wänden des Saales befinden sich acht ovale Stuckrahmen, welche die Ahnenbilder umrahmten, die sich heute im Landesmuseum auf Schloss Gottorf befinden. Besucher haben heute die Möglichkeit, die restaurierten Räume des Herrenhauses, wie das so genannte Blome-Zimmer sowie das Kaminzimmer, zu besichtigen.

### Wirtschaftshof und Garten
Der Baubestand des Wirtschaftshofs mit großen Scheunen stammte zum Teil noch aus dem 17. Jahrhundert. Nach Aufhebung des Gutsbetriebs wurden die Nebengebäude wie das Tor- und das Pächterhaus verkauft, die große Fachwerkscheune von 1626 und ein Kuhhaus aus dem frühen 18. Jahrhundert abgebrochen. Der einstige Hof ist in der Gegenwart nur noch in Grundzügen zu erkennen, da seine ursprüngliche Fläche mit modernen Wohnhäusern bebaut wurde.
Im 17. Jahrhundert entstand zeitgleich mit dem Herrenhaus und nordwestlich davon ein barocker Garten, der in den 1960er Jahren bebaut wurde.
Südlich oberhalb des Herrenhauses befindet sich ein 4,5 Hektar großer Landschaftspark, der Mitte des 19. Jahrhunderts mit wertvollen Einzelbäumen und Baumgruppen bepflanzt wurde. Nachdem der Park viele Jahrzehnte lang kaum gärtnerisch gepflegt wurde und waldähnliche Züge annahm, konnten im Frühjahr 2009 zahlreiche wildaufgewachsene Bäume in der Nähe des Herrenhauses gefällt werden. Dadurch ist das Herrenhaus vom Park aus sichtbarer geworden. In diesem Zusammenhang ist auch das Gelände um das Herrenhaus herum neu gestaltet und bepflanzt worden.

## Verkehr
Wenige hundert Meter vom Schloss entfernt, am Nordwest- und Nordrand des Ortes Probsteierhagen, verläuft die Bahnstrecke Kiel Süd–Schönberger Strand mit dem ehemaligen Bahnhof Hagen (Holst).